# Галь (Австрия)
Галь (нем. Gaal) — коммуна (нем. Gemeinde) в Австрии, в федеральной земле Штирия. 
Входит в состав округа Книттельфельд.  Население составляет 1436 человек (на 31 декабря 2005 года). Занимает площадь 197,37 км². Официальный код  —  6 09 04.

## Политическая ситуация
Бургомистр коммуны — Петер Грубер (АНП) по результатам выборов 2005 года.
Совет представителей коммуны (нем. Gemeinderat) состоит из 15 мест.
- АНП занимает 10 мест.
- СДПА занимает 5 мест.